# Moisdon-la-Rivière
Moisdon-la-Rivière är en kommun i departementet Loire-Atlantique i regionen Pays de la Loire i nordvästra Frankrike. Kommunen ligger i kantonen Moisdon-la-Rivière som tillhör arrondissementet Châteaubriant. År 2022 hade Moisdon-la-Rivière 1 964 invånare.

## Befolkningsutveckling
Antalet invånare i kommunen Moisdon-la-Rivière
| Referens: INSEE |